# Тримулић Мали
43° 54′ 30″ N 15° 14′ 39″ E / 43.90833° С; 15.24417° И
Тримулић Мали је ненасељено острвце у хрватском дијелу Јадранског мора. Налази се у Корнатском архипелагу око 0,5 km сјеверно од острвца Тримулић Вели. Његова површина је мања од 0,01 . Грађен је од кречњака и доломита кредне старости. Административно припада општини Муртер-Корнати у Шибенско-книнској жупанији.